# Ancistrus hoplogenys
Ancistrus hoplogenys es una especie de peces de la familia Loricariidae en el orden de los Siluriformes. Es conocido comúnmente como ancistrus copo de nieve o "guaiguingue" (en idioma guaraní).

## Morfología
• Los machos pueden llegar alcanzar los 15,8 cm de longitud total.

## Hábitat
Es un pez de agua dulce.

## Distribución geográfica
Se encuentran en Sudamérica: cuencas de los ríos  Amazonas, Esequibo y  Paraguay. También está presente en Surinam.